# 석금호
석금호(石金浩, 1955년~2024년 5월 23일)는 대한민국의 서체 디자이너로, 한글 서체 개발 업체인 주식회사 산돌의 창립자, 의장이다.

## 약력
홍익대학교 미술대학 응용미술과를 졸업하고 1982년 동 대학원에서 광고 전공으로 석사 학위를 받았다. 석사 학위 논문에서 '한글 타이포그래피의 시각적 특징과 심리적 효과에 관한 연구'의 제목으로 학위 논문을 작성하였다.
그가 글꼴 디자인에 관심을 갖게 된 것은 80년대 초 리더스 다이제스트의 아트디렉터로 일할 때였다. 당시 한국의 글꼴 산업은, 출판을 하기 위해서 사진 식자 기술을 이용해야 했는데 한글 사진 식자기를 일본 활자 주조 회사인 모리사와 샤켄에서 수입해 사용했다. 그는 이러한 현실에 안타까워하며 한글꼴 연구에 매진하게 된다.
또한 지면의 가독성이나 이미지에 영향을 미치는 글자 크기를 비롯해 자간이나 행간에 대한 연구도 거의 없었다. 그는 이상철, 김진평, 안상수, 손진석 등 한글꼴 디자인의 개척자들과 함께 한글 타이포그래피 연구에 매진하였고, 1984년 산돌글자은행을 설립하였다. 당시는 컴퓨터가 나오기 전이었기 때문에 서체를 팔 시장이 없었고 사진 식자용으로밖에 쓸데가 없어서 3년동안 수입이 없이 라면만 먹고 살았다는 이야기는 디자인계에서 유명한 일화이다. 
1990년대 초반, 컴퓨터가 보급되면서 탁상출판(DTP)용 디지털 폰트가 필요한 시점이 왔고 그동안 개발했던 서체를 선보이며 인터넷 시대와 함께 한국 IT 산업의 흐름과 길을 같이 했다. 산돌커뮤니케이션은 산돌광수체, 맑은고딕, 나눔고딕, 애플의 iOS 5.1 버전부터 적용되는 산돌네오고딕 등 21년간 250여종의 서체를 개발했다. 1989년에 1000만원에 불과했던 연매출액은 25억원 규모에 이르는 회사로 성장했다. 또한 그는 정기적으로 한글 관련 강의를 진행하고, 2009년 파주 헤이리마을에 한글종합문화공간 한글티움을 설립하였다.
그가 설립한 산돌커뮤니케이션은 2018년 11월 주식회사 산돌로 사명을 변경하고 2022년 10월, 코스닥(KOSDAQ) 시장에 상장했다.  
주식회사 산돌은 폰트 업계 1위 기업으로 발돋움 했으며, 2024년 경쟁사 윤디자인그룹의 자사주 제외 지분 100% 인수를 추진하며 대한민국 디지털 폰트 업계 지배력을 강화하고 있다.
2024년 5월 23일 새벽 별세했다. 향년 69세.

## 이력 사항
- 산돌글자은행 설립(1984년)
- ㈜산돌커뮤니케이션 대표이사 / CEO
- ㈜산돌티움 대표이사 / CEO
- 한글디자인연구소 소장
- MicroSoft USA 타이포그래피 한국자문위원
- 한국어판 리더스다이제스트 Art Director 역임
- 한국폰트협회 감사
- 성균관대학교 예술대학 겸임 교수
- 한동대학교 산업정보디자인과 객원 교수
- 상명대학교, 상명대학교 겸임 교수 역임
- 단국대학교, 서울여대 대학원 강사 역임
- KAIST K-CEO 최고경영자 과정 수료
- 홍익대학교 미술대학 응용미술과 및 동대학원 광고전공 졸업 (석사)[5]

## 저서
- 《타이포그라픽 디자인》2002년 10월, 미진사 ISBN 8940801598